# Savannah Region
Koordinaten: 9° 0′ N, 1° 42′ W
Die Savannah Region ist eine Region in Ghana mit der Hauptstadt Damongo. Ihr Name bezieht sich auf die Vegetationszone Feuchtsavanne, in der sie liegt.

## Geografie
Die Region liegt im Nordwesten des Landes und grenzt an die Upper West Region und North East Region im Norden, die Northern Region im Osten, die Oti Region im Südosten, die Bono East Region im Süden, die Bono Region im Südwesten sowie an die Elfenbeinküste und an Burkina Faso im Westen. Mit einer Fläche von 35.862 km² ist sie die größte Region Ghanas, gemessen an ihrer Einwohnerzahl hingegen die zweitkleinste.
Im Norden der Region liegt der Mole-Nationalpark. Im Südosten nahe der Stadt Salaga liegt der Zusammenfluss von Schwarzem und Weißem Volta in den nordwestlichen Ausläufern des Volta-Stausee.

## Geschichte
Die Savannah Region gehört zu den sechs im Februar 2019 neu gegründeten Regionen des Landes. Es war ein Wahlversprechen der New Patriotic Party zu den Wahlen 2016, neue Regionen zu schaffen. In einem Referendum vom 27. Dezember 2018 sprachen sich 99,52 % der Abstimmenden für die Bildung der neuen Region aus, sodass sie am 12. Februar 2019 mit dem Constitutional Instrument 115 als Ausgliederung aus der Northern Region gegründet wurde.

## Administrative Gliederung
Die Region gliedert sich in sieben Distrikte:
| Distrikt             | Hauptort |
| -------------------- | -------- |
| Bole                 | Bole     |
| Central Gonja        | Buipe    |
| East Gonja Municipal | Salaga   |
| North East Gonja     | Kpalbe   |
| North Gonja          | Daboya   |
| Sawla-Tuna-Kalba     | Sawla    |
| West Gonja           | Damongo  |

## Nachweise
1. ↑  Kweku Zurek: Confirmed: Results of the 2018 referendum on now regions, www.graphic.com.gh vom 28. Dezember 2018, abgerufen am 17. Dezember 2019
2. ↑  Savannah Region auf ghanadistricts.gov.gh, abgerufen am 17. Dezember 2019
3. ↑  Distriktliste auf ghanadistricts.gov.gh, abgerufen am 17. Dezember 2019